# Debbie Harry

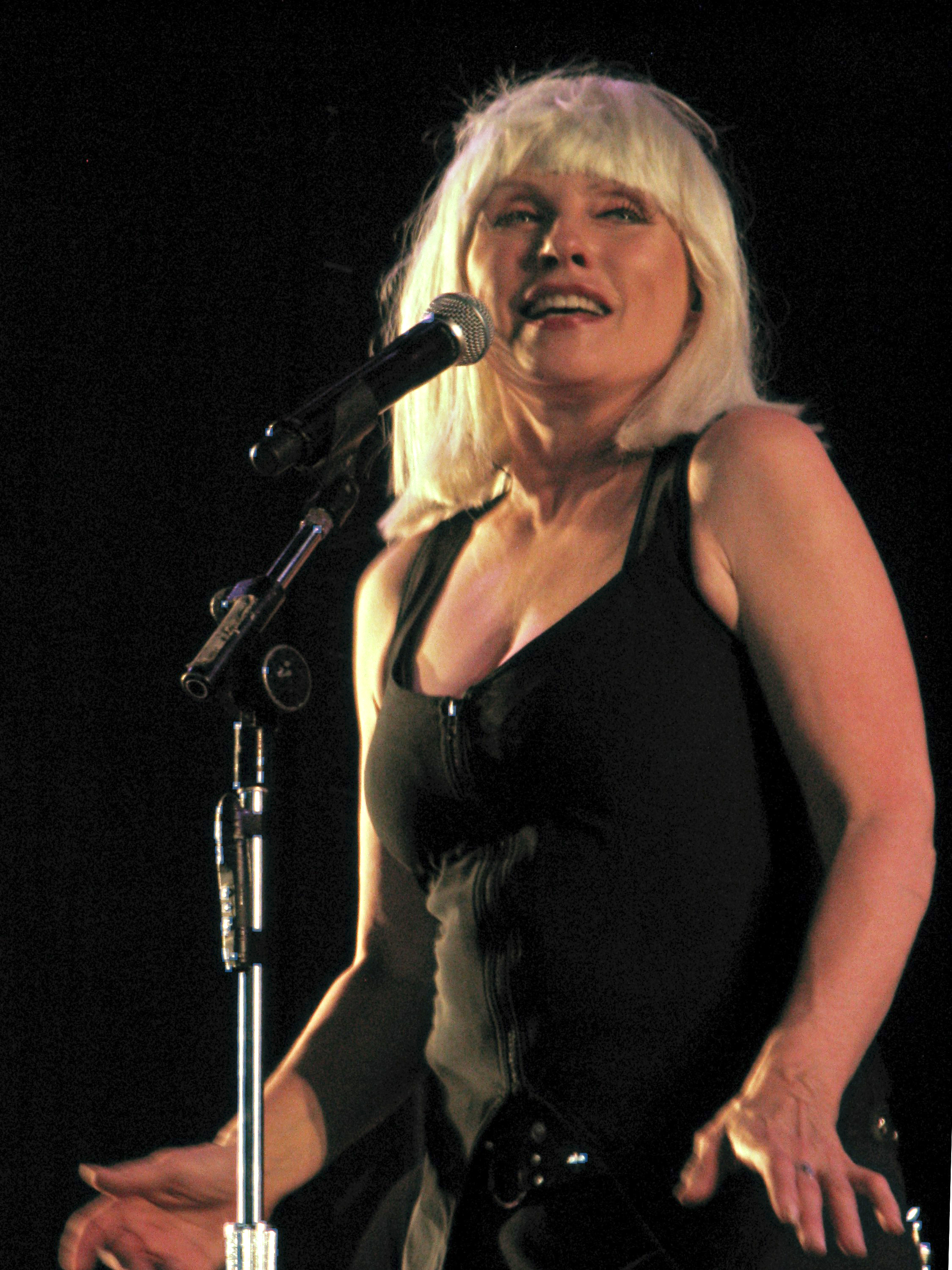
Debbie Harry (2011)

Deborah Ann „Debbie“ Harry (* 1. Juli 1945 in Miami, Florida als Angela Trimble) ist eine US-amerikanische Sängerin und Schauspielerin, die 1974 als Sängerin und Songwriterin der New-Wave-Band Blondie bekannt wurde.

## Leben
Debbie Harry wurde 1945 als Angela Trimble in Miami geboren. Ihre Mutter, eine Konzertpianistin, gab sie zur Adoption frei. Harry wurde im Alter von drei Monaten von Richard und Catherine Harry adoptiert. Sie wuchs in Hawthorne, New Jersey, auf. Dort sang sie im Kirchenchor. Nach den Vorstellungen ihrer konservativen Adoptiveltern sollte sie ein bescheidenes Mädchen sein. Harry wollte allerdings Künstlerin werden und widersetzte sich allem, was ihre Eltern ihr vorlebten.
Harry besuchte das Centenary College in Hackettstown. Anschließend zog sie Mitte der 1960er Jahre nach New York City, was sie als Befreiung von den Konventionen ihrer Kindheit erlebte. Dort suchte sie Anschluss an die Undergroundszene. Sie lebte von Jobs als Tänzerin, Kosmetikerin und als Kellnerin in einem Playboy-Club (1968–73) sowie im Max’s Kansas City. Letzteres war ein in der Kunst- und Musikszene beliebtes Lokal in Lower Manhattan, wo die damals noch unbekannte junge Frau Szenegrößen wie Andy Warhol, Jimi Hendrix, Miles Davis, David Bowie, Iggy Pop, Janis Joplin und andere bediente.
Harry lernte Chris Stein in der Zeit kennen, als sie zusammen mit Elda Gentile und Amanda Jones in der Frauenband The Stilettos spielte. Er war in New York in einer linken jüdischen Familie aufgewachsen. Stein nahm Harry als intellektuelle Frau ernst und unterstützte sie darin, ihr Leben selbstbestimmt zu leben. Stein und Harry waren 15 Jahre lang liiert. Seitdem sind sie freundschaftlich miteinander verbunden und arbeiten zusammen in der Band Blondie. Im Zusammenhang mit ihrer Sängerinnenrolle bei der Band Blondie entwickelte Harry ihre punkige Bühnenpersönlichkeit als starke, selbstbestimmte Frau. Sie war eine Pionierin für vom Punk beeinflusste Konzepte des Feminismus wie den sexpositiven Feminismus der dritten Welle des Feminismus, der zu neuen Frauenbildern auch in anderen Musikgenres wie (z. B. Madonna im Pop oder Riot Grrrl) führte.
Harry war an der experimentellen Fernsehsendung TV Party beteiligt, die Glenn O’Brien zusammen mit Walter „Doc“ Steding zwischen 1978 und 1982 betrieb und an der Personen aus der New Yorker Punk- und Kunstszene wie Mick Jones, David Byrne, Klaus Nomi und Jean-Michel Basquiat mitwirkten. Sie war mit Andy Warhol befreundet. Er förderte die Band Blondie und fertigte ein Siebdruck-Porträt von ihr an.
Sie wirkte außerdem an Andy Warhol’s T.V. mit, einer Fernsehshow, die 1980 im New Yorker Kabelfernsehen zu sehen war. 1987 war sie an der Episode 4 von Andy Warhol’s Fifteen Minutes beteiligt, eine Sendung, die Warhol für den Musiksender MTV produzierte. 1985 trat sie zusammen mit Warhol auf einer Pressekonferenz zur Einführung des Computers Commodore Amiga auf, mit dem er ein soeben erstelltes Foto von Harry grafisch so bearbeitete, dass es wie eines seiner Siebdruckbilder aussah.
Während ihrer Arbeit an ihrem ersten Soloalbum Koo Koo arbeitete sie für das Cover und für zwei Musikvideos (Backfired und Now I Know You Know) mit dem Schweizer Künstler HR Giger zusammen. Harry bekannte sich 2014 öffentlich zu ihrer Bisexualität. Im selben Jahr lehnte Blondie aufgrund der diskriminierenden russischen Gesetze zur Homosexualität die Einladung ab, während der Olympischen Winterspiele in Sotschi zu spielen. Harry lebt in New York.

## Karriere

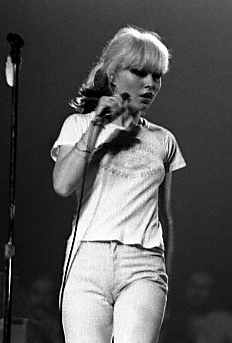
Debbie Harry während eines Auftrittes mit Blondie (1977)

### Frühe Jahre
Musikalisch startete Harry zum Ende der 1960er-Jahre mit der Folk-Band Wind in the Willows, deren einziges Album 1968 auf Capitol Records veröffentlicht wurde. In den frühen Siebzigern kam sie mit der aufstrebenden Punk-Kultur rund um das CBGB in Berührung und wurde Teil der Szene. Sie stieg bei der Frauenband The Stilettos ein. In dieser Zeit lernte sie auch den Gitarristen Chris Stein kennen.

### 1974–1981: Erfolgszeit mit Blondie

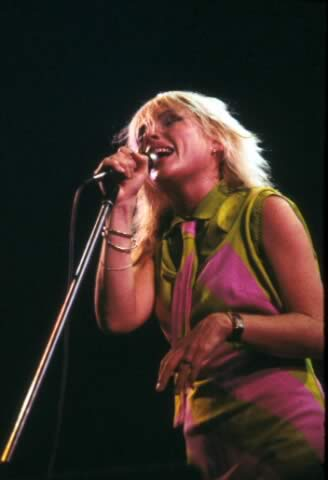
Debbie Harry (1979)

1974 gründeten Harry und Stein die Band Angel and the Snake, die später in Blondie and the Banzai Babies und noch später in Blondie umbenannt wurde. Blondie traten regelmäßig im New Yorker CBGB auf, zu jener Zeit ein populärer Club der Punkszene, und avancierten zu einem Top Act des New Yorker Künstlermilieus.
1978 erschien die Single Little GTO / Holocaust on Sunset Blvd. von der Gruppe New York Blondes. Die A-Seite ist eine Coverversion des alten Ronny & The Daytonas-Hits G.T.O., gesungen von Harry. Von der in Deutschland damals noch unbekannten Harry erfuhr man zum ersten Mal 1977 von Klaus Harpprecht in einem Bericht über die US-amerikanische Musik- und Theaterszene für das ZDF.
Im Frühjahr 1979 gelang der Formation mit dem Titel Heart of Glass auch international der Durchbruch. Zwar tat Debbie Harry mit ihren wilden und exzessiven Auftritten alles, um das Image einer Punkband aufrechtzuerhalten, doch schon wegen ihrer Aktivitäten als Fotomodell, unter anderem für Alien-Schöpfer HR Giger, konnte die Band mit ihr als Galionsfigur nicht länger der anarchischen Punkszene zugerechnet werden. Stattdessen wurde die Band zum Idol der New-Wave-Ära. Harrys wasserstoffblonde Haare wurden schnell zu einem Markenzeichen und von den Fans vielfach kopiert.
Mit dem Start des Musiksenders MTV im August 1981 erfuhr Blondies Karriere einen weiteren Schub. Als eine der ersten Rockbands ließ Blondie Musikvideos auf MTV ausstrahlen und wurde so schnell einem Massenpublikum bekannt.

### 1981–1997: Solokarriere und Jazz Passengers
Im Sommer 1981 veröffentlichte Harry – des Blondie-Images ein wenig überdrüssig – ihr erstes Soloalbum unter dem Namen Debbie Harry. Koo Koo wurde von Nile Rodgers produziert, fand seinerzeit jedoch wenig Beachtung. Ende 1982 trennte sich Blondie vorläufig, da sich einzelne Mitglieder auf ihre Solokarriere konzentrierten. Ihr zweites Album Rockbird folgte im Herbst 1986, das u. a. auch die Single und einzigen britischen Top-10-Hit French Kissin’ in the USA enthält. Das dritte Werk Def, Dumb and Blonde folgte im Herbst 1989. Mitte 1993 erschien schließlich mit Debravation ihr viertes und vorerst letztes Album als Solokünstlerin. Als Gastmusikerin war sie auf diversen Produktion vertreten wie z. B. 1992 auf dem Album Head On der Post-Punk-/Post-Rock-Band Die Haut.
Mitte der 1990er begann Harry regelmäßig mit der Band Jazz Passengers zusammenzuarbeiten. Daraus entstand unter anderem das Album Individually Twisted, das im Sommer 1997 veröffentlicht wurde. Auch ist sie auf Bill Wares Album Four zu hören.

### Seit 1997: Comeback mit Blondie

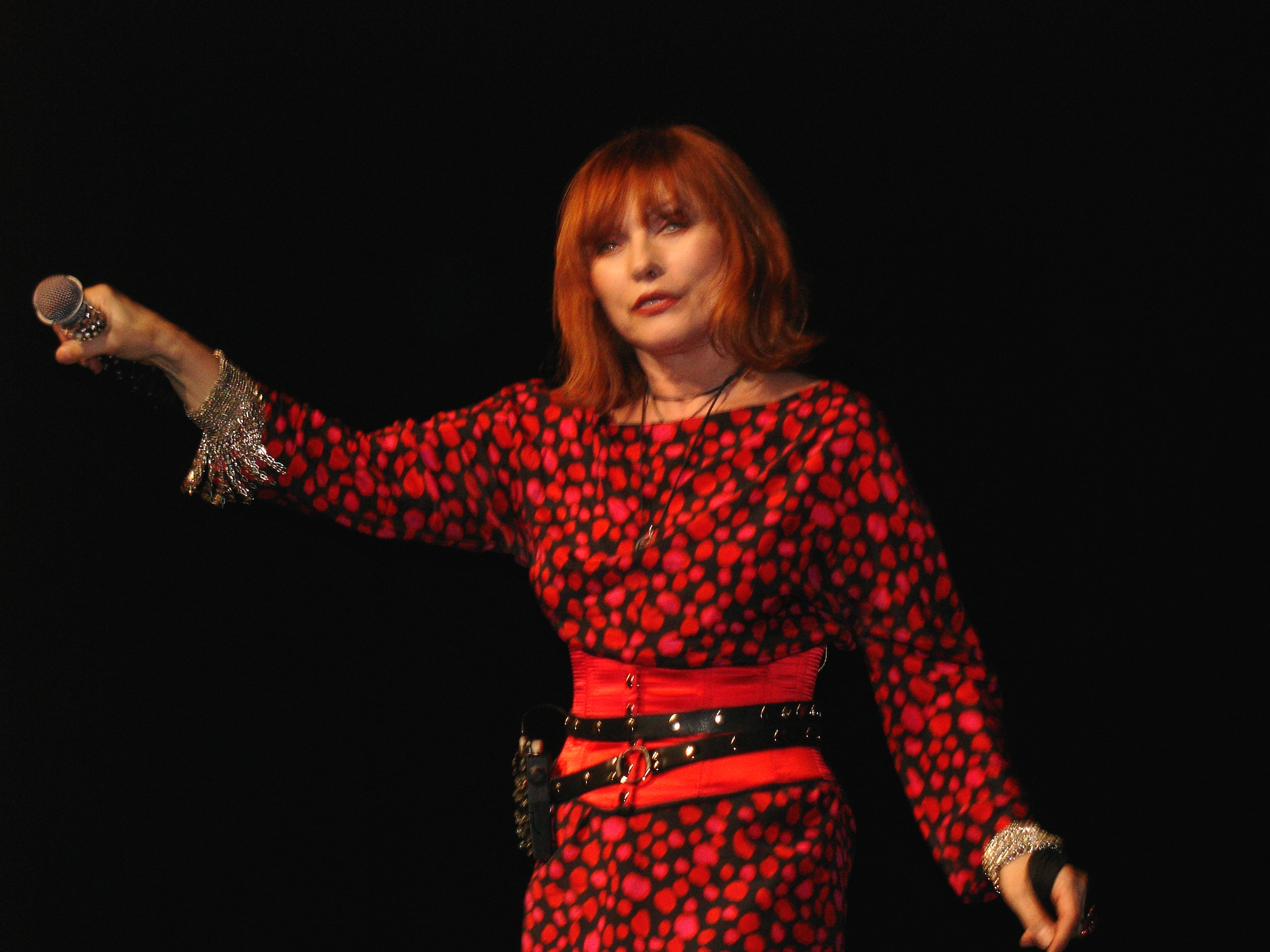
Debbie Harry (2005)

Nachdem sich Blondie 1997 wieder formiert hatte, meldete sich die Band im Frühjahr 1999 mit dem siebten Album No Exit zurück und verbuchte mit dem Titel Maria einen weltweiten Charterfolg. Im Sommer 2007 nahm Harry zusammen mit Cyndi Lauper und Erasure an der True Colors Concert Tour zugunsten der Human Rights Campaign teil. 2007 erschien ihr neues Soloalbum Necessary Evil in Deutschland. 2018 nahm sie mit Nile Rodgers Songs für das neue Chic-Album auf. 2019 veröffentlichte sie ihre Autobiografie mit dem Namen ''Face it''.

### Schauspielkarriere
Auch als Schauspielerin trat Harry immer wieder in Erscheinung. So verkörperte sie in dem John Waters-Film Hairspray eine Frau, die auch vor einem Bombenattentat nicht zurückschreckt, um ihre Tochter in einem Tanzwettbewerb weiterzubringen.
1997 spielte sie unter dem Regisseur Adam Bernstein in Six Ways to Sunday neben Norman Reedus als Harry Odum die weibliche Hauptrolle, der sie 2002 die Darstellung einer vom Leben gezeichneten Mutter einer Sterbenden in Mein Leben ohne mich folgen ließ. Sie spielte zudem die Rolle der Niki Brand in dem Film Videodrome von David Cronenberg. Gemeinsam mit Victor Bockris und Chris Stein schrieb sie 1982 das Buch Making Tracks: The Rise of Blondie.
Ursprünglich sollte Debbie Harry zudem die weibliche Hauptrolle in dem Science-Fiction-Film Blade Runner von Ridley Scott aus dem Jahre 1982 spielen. Aufgrund von vertraglichen Verpflichtungen mit der Plattenfirma in Bezug auf eine Tournee mit Blondie musste Harry jedoch das Filmangebot ablehnen, was die Sängerin später als „größter Fehler meines Lebens“ bezeichnete. Die Rolle ging stattdessen an die Schauspielerin Sean Young.

## Diskografie
siehe auch Blondie (Band)#Diskografie

### Alben
| Jahr | Titel              | Höchstplatzierung, Gesamtwochen, AuszeichnungChartplatzierungen (Jahr, Titel, Platzierungen, Wochen, Auszeichnungen, Anmerkungen) | Höchstplatzierung, Gesamtwochen, AuszeichnungChartplatzierungen (Jahr, Titel, Platzierungen, Wochen, Auszeichnungen, Anmerkungen) | Höchstplatzierung, Gesamtwochen, AuszeichnungChartplatzierungen (Jahr, Titel, Platzierungen, Wochen, Auszeichnungen, Anmerkungen) | Höchstplatzierung, Gesamtwochen, AuszeichnungChartplatzierungen (Jahr, Titel, Platzierungen, Wochen, Auszeichnungen, Anmerkungen) | Höchstplatzierung, Gesamtwochen, AuszeichnungChartplatzierungen (Jahr, Titel, Platzierungen, Wochen, Auszeichnungen, Anmerkungen) | Anmerkungen                             |
| Jahr | Titel              | DE | AT | CH | UK | US | Anmerkungen                             |
| ---- | ------------------ | --- | --- | --- | --- | --- | --------------------------------------- |
| 1981 | Koo Koo            | — | — | — | UK6 Silber · (7 Wo.)UK | US25 Gold · (12 Wo.)US | Erstveröffentlichung: 27. Juli 1981     |
| 1986 | Rockbird           | — | — | — | UK31 Gold · (11 Wo.)UK | US97 (13 Wo.)US | Erstveröffentlichung: 17. November 1981 |
| 1989 | Def, Dumb & Blonde | — | — | — | UK12 Silber · (7 Wo.)UK | — | Erstveröffentlichung: 16. Oktober 1989  |
| 1993 | Debravation        | — | — | — | UK24 (2 Wo.)UK | — | Erstveröffentlichung: 19. Juli 1993     |
| 2007 | Necessary Evil     | — | — | — | UK86 (1 Wo.)UK | — | Erstveröffentlichung: 12. Juni 2007     |

grau schraffiert: keine Chartdaten aus diesem Jahr verfügbar

### Kompilationen
| Jahr | Titel                                                            | Höchstplatzierung, Gesamtwochen, AuszeichnungChartplatzierungen (Jahr, Titel, Platzierungen, Wochen, Auszeichnungen, Anmerkungen) | Höchstplatzierung, Gesamtwochen, AuszeichnungChartplatzierungen (Jahr, Titel, Platzierungen, Wochen, Auszeichnungen, Anmerkungen) | Höchstplatzierung, Gesamtwochen, AuszeichnungChartplatzierungen (Jahr, Titel, Platzierungen, Wochen, Auszeichnungen, Anmerkungen) | Höchstplatzierung, Gesamtwochen, AuszeichnungChartplatzierungen (Jahr, Titel, Platzierungen, Wochen, Auszeichnungen, Anmerkungen) | Höchstplatzierung, Gesamtwochen, AuszeichnungChartplatzierungen (Jahr, Titel, Platzierungen, Wochen, Auszeichnungen, Anmerkungen) | Anmerkungen                                    |
| Jahr | Titel                                                            | DE | AT | CH | UK | US | Anmerkungen                                    |
| ---- | ---------------------------------------------------------------- | --- | --- | --- | --- | --- | ---------------------------------------------- |
| 1988 | Once More into the Bleach                                        | — | — | — | UK50 (4 Wo.)UK | — | mit Blondie                                    |
| 1991 | The Complete Picture: The Very Best of Deborah Harry and Blondie | — | — | — | UK3 Gold · (22 Wo.)UK | — | Erstveröffentlichung: 4. März 1991 mit Blondie |

Weitere Kompilationen
- 1999: Most of All: The Best of Deborah Harry

### Singles
| Jahr | Titel Album                        | Höchstplatzierung, Gesamtwochen, AuszeichnungChartplatzierungen (Jahr, Titel, Album, Platzierungen, Wochen, Auszeichnungen, Anmerkungen) | Höchstplatzierung, Gesamtwochen, AuszeichnungChartplatzierungen (Jahr, Titel, Album, Platzierungen, Wochen, Auszeichnungen, Anmerkungen) | Höchstplatzierung, Gesamtwochen, AuszeichnungChartplatzierungen (Jahr, Titel, Album, Platzierungen, Wochen, Auszeichnungen, Anmerkungen) | Höchstplatzierung, Gesamtwochen, AuszeichnungChartplatzierungen (Jahr, Titel, Album, Platzierungen, Wochen, Auszeichnungen, Anmerkungen) | Höchstplatzierung, Gesamtwochen, AuszeichnungChartplatzierungen (Jahr, Titel, Album, Platzierungen, Wochen, Auszeichnungen, Anmerkungen) | Anmerkungen                                          |
| Jahr | Titel Album                        | DE | AT | CH | UK | US | Anmerkungen                                          |
| ---- | ---------------------------------- | --- | --- | --- | --- | --- | ---------------------------------------------------- |
| 1981 | Backfired KooKoo                   | — | — | — | UK32 (6 Wo.)UK | US43 (10 Wo.)US |                                                      |
| 1981 | The Jam Was Moving KooKoo          | — | — | — | — | US82 (3 Wo.)US |                                                      |
| 1983 | Rush Rush Scarface O.S.T.          | — | — | — | UK87 (3 Wo.)UK | — | Erstveröffentlichung: 30. November 1983              |
| 1986 | French Kissin’ In The USA Rockbird | DE28 (10 Wo.)DE | — | — | UK8 (10 Wo.)UK | US57 (11 Wo.)US | Erstveröffentlichung: 3. November 1986               |
| 1987 | Free to Fall Rockbird              | — | — | — | UK46 (5 Wo.)UK | — | Erstveröffentlichung: 16. Februar 1987               |
| 1987 | In Love with Love Rockbird         | — | — | — | UK45 (5 Wo.)UK | US70 (7 Wo.)US | Erstveröffentlichung: 27. April 1987                 |
| 1989 | I Want that Man Def, Dumb & Blonde | — | — | — | UK13 (10 Wo.)UK | — | Erstveröffentlichung: 25. September 1989             |
| 1989 | Brite Side Def, Dumb & Blonde      | — | — | — | UK59 (5 Wo.)UK | — | Erstveröffentlichung: 20. November 1989              |
| 1990 | Sweet and Low Def, Dumb & Blonde   | — | — | — | UK57 (3 Wo.)UK | — | Erstveröffentlichung: 12. Februar 1990               |
| 1990 | Maybe for Sure Def, Dumb & Blonde  | — | — | — | UK89 (2 Wo.)UK | — |                                                      |
| 1990 | Well, Did You Evah! Red Hot + Blue | — | — | — | UK42 (4 Wo.)UK | — | Erstveröffentlichung: 24. Dezember 1990 mit Iggy Pop |
| 1993 | I Can See Clearly Debravation      | — | — | — | UK23 (4 Wo.)UK | — | Erstveröffentlichung: 21. Juni 1993                  |
| 1993 | Strike Me Pink Debravation         | — | — | — | UK46 (2 Wo.)UK | — |                                                      |

Weitere Singles
- 1981: Chrome
- 1981: Jump Jump
- 1985: Feel the Spin
- 1988: Liar Liar (Soundtrack zu Die Mafiosi-Braut)
- 1989: Kiss It Better
- 1992: Summertime Blues
- 1997: Der Einzige Weg (The Only Way) (mit Robert Jacks)
- 1999: I Want That Man" (Almighty Remix)
- 2007: Two Times Blue
- 2008: If I Had You
- 2008: Fit Right In

### Gastbeiträge
| Jahr | Titel Album                                   | Höchstplatzierung, Gesamtwochen, AuszeichnungChartplatzierungen (Jahr, Titel, Album, Platzierungen, Wochen, Auszeichnungen, Anmerkungen) | Höchstplatzierung, Gesamtwochen, AuszeichnungChartplatzierungen (Jahr, Titel, Album, Platzierungen, Wochen, Auszeichnungen, Anmerkungen) | Höchstplatzierung, Gesamtwochen, AuszeichnungChartplatzierungen (Jahr, Titel, Album, Platzierungen, Wochen, Auszeichnungen, Anmerkungen) | Höchstplatzierung, Gesamtwochen, AuszeichnungChartplatzierungen (Jahr, Titel, Album, Platzierungen, Wochen, Auszeichnungen, Anmerkungen) | Höchstplatzierung, Gesamtwochen, AuszeichnungChartplatzierungen (Jahr, Titel, Album, Platzierungen, Wochen, Auszeichnungen, Anmerkungen) | Anmerkungen |
| Jahr | Titel Album                                   | DE | AT | CH | UK | US | Anmerkungen |
| ---- | --------------------------------------------- | --- | --- | --- | --- | --- | ----------- |
| 2006 | New York, New York Go – The Very Best of Moby | DE69 (4 Wo.)DE | AT47 (5 Wo.)AT | CH80 (2 Wo.)CH | UK43 (3 Wo.)UK | — | mit Moby    |

Weitere Gastbeiträge
- 1997: Command and Obey (mit Groove Thing)

### The Wind in the Willows
- The Wind in the Willows (1968)

### The Jazz Passengers
- Individually Twisted (1997)

### Weitere Kollaborationen
- 1992: Die Haut, Head On, LP (WSFA SF122/Triple X 51148, 1992)
- Gesang auf Don’t Cross My Mind
- Gesang auf Go lil camaro go auf dem The Ramones Album Halfway to Sanity[30]
- 2023: Heart of Glass mit Dolly Parton auf deren Album Rockstar

## Auszeichnungen für Musikverkäufe
| Goldene Schallplatte - Australien - 1990: für das Album Def, Dumb & Blonde | Platin-Schallplatte - Australien - 1990: für die Single I Want that Man |

Anmerkung: Auszeichnungen in Ländern aus den Charttabellen bzw. Chartboxen sind in ebendiesen zu finden.
| Land/RegionAuszeichnungen für Musikverkäufe (Land/Region, Auszeichnungen, Verkäufe, Quellen) | Silber     | Gold     | Platin  | Verkäufe | Quellen     |
| -------------------------------------------------------------------------------------------- | ---------- | -------- | ------- | -------- | ----------- |
| Australien (ARIA)                                                                            | —          | Gold1    | Platin1 | 105.000  | aria.com.au |
| Vereinigte Staaten (RIAA)                                                                    | —          | Gold1    | —       | 500.000  | riaa.com    |
| Vereinigtes Königreich (BPI)                                                                 | 2× Silber2 | 2× Gold2 | —       | 320.000  | bpi.co.uk   |
| Insgesamt                                                                                    | 2× Silber2 | 4× Gold4 | Platin1 |          |             |

## Filmografie
- 1975: Eiskalt (Deadly Hero)
- 1976: Unmade Beds
- 1978: Der Fremde (The Foreigner)
- 1980: Nachts in Union City (Union City)
- 1980: Roadie
- 1981: New York Beat Movie
- 1983: Wildstyle
- 1983: Videodrome
- 1983: Rock & Rule (Stimme)
- 1986: Für immer Lulu
- 1987: Crime Story (Fernsehserie, eine Folge)
- 1987: Geschichten aus der Schattenwelt (Tales from the Darkside, Fernsehserie, eine Folge)
- 1988: Satisfaction
- 1988: Hairspray
- 1989: New Yorker Geschichten (New York Stories)
- 1989: Kampf gegen die Mafia (Wiseguy, Fernsehserie, drei Folgen)
- 1990: Geschichten aus der Schattenwelt (Tales from the Darkside: The Movie)
- 1990: Mother Goose Rock ’n’ Rhyme (Fernsehfilm)
- 1991: Monsters (Fernsehserie, eine Folge)
- 1991: Intimate Stranger (Fernsehfilm)
- 1991: The Real Story of O Christmas Tree (Kurzfilm)
- 1993: Tribeca (Fernsehserie, eine Folge)
- 1993: Body Bags (Fernsehfilm)
- 1993: Double Switch (VS)
- 1994: Rakthavira (Kurzfilm)
- 1994: Sie kennen keine Gnade (Dead Beat)
- 1994–1995: Phantom 2040 (Fernsehserie, zehn Folgen, Stimme von Vaingloria)
- 1995: Hungry For Love (Heavy)
- 1995: Sandman (Kurzfilm)
- 1996: Drop Dead Rock
- 1996: Sabrina – Total Verhext! (Sabrina, the Teenage Witch, Fernsehserie, eine Folge)
- 1997: L.A. Johns (Fernsehfilm)
- 1997: Cop Land
- 1997: Six Ways to Sunday
- 1998: Joe’s Day
- 1999: Zoo
- 2000: Red Lipstick
- 2001: The Fluffer
- 2002: Deuces Wild – Wild in den Straßen (Deuces Wild)
- 2002: Spun
- 2002: All I Want (Try Seventeen)
- 2002: Grand Theft Auto: Vice City (CS, Stimme)
- 2003: Mein Leben ohne mich (My Life Without Me)
- 2003: Eine gute Nacht zum Sterben (A Good Night to Die)
- 2003: The Tulse Luper Suitcases, Part 1: The Moab Story
- 2003: The Tulse Luper Suitcases: Antwerp
- 2005: Honey Trap (Kurzfilm)
- 2005: Patch (Kurzfilm)
- 2005: Pete & Pete (Fernsehserie, eine Folge)
- 2005: I Remember You Now … (Kurzfilm)
- 2005: Ein Leben in Koffern (A Life in Suitcases)
- 2006: Full Grown Men
- 2007: Anamorph – Die Kunst zu töten (Anamorph)
- 2008: Elegy oder die Kunst zu lieben (Elegy)
- 2009: The Mystery of Claywoman (Kurzfilm)
- 2011: Pipe Dreams (Kurzfilm)
- 2012: Believe the Magic (Kurzfilm)
- 2013: Talks Music (Fernsehserie)
- 2014: River of Fundament